# 에드워드 플랫

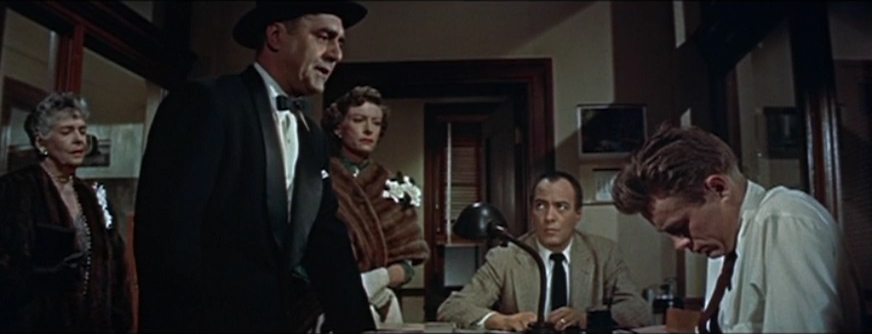

에드워드 플랫(Edward Platt, 1916년 2월 14일 ~ 1974년 3월 19일)는 미국의 배우, 텔레비전 배우, 영화배우, 연극 배우이다.
스태튼아일랜드에서 태어났으며 샌타모니카에서 사망하였다. 사인은 심근 경색이다.

## 영화
- 겟 스마트 (1965년)
- 제3의 눈 (1963년)
- 틱클리시 어페어 (1963년)
- 케이프 피어 (1962년)
- 아틀란티스, 사라진 땅 (1961년)
- Pollyanna (1960년)
- 보난자 (1959년)
- 황야의 탈출 (1959년)
- 북북서로 진로를 돌려라 (1959년)
- 선셋 77번가 (1958년)
- 페리 메이슨 (1957년)
- 헬렌 모건 스토리 (1957년)
- 디자이닝 우먼 (1957년)
- 오마르 하이얌 (1957년)
- 그레이트 맨 (1956년)
- 세레나데 (1956년)
- 바람에 쓴 편지 (1956년)
- 컬트 오브 더 코브라 (1955년)
- 창공에 지다 (1955년)
- 이유없는 반항 (1955년)
- 디즈니랜드 (1954년) - 리스 해리스 역